# 孔飞力
孔飞力，原名菲利普·阿尔登·孔恩（英語：Philip Alden Kuhn，1933年9月9日—2016年2月11日），中文名孔復禮（來自自論語：「克己復禮」），又名孔飞力（訪問中國大陸時，為了避免文革遺風「批孔」的不當聯想，在中國大陸採用直譯），美國漢學專家，生於英格蘭倫敦，是哈佛大学希根森（Francis Lee Higginson）历史讲座教授、东亚文明与语言系主任。

## 生平
孔飞力1933年9月9日出生于英国伦敦。
1950年，孔飞力毕业于美国华府的威尔逊高级中学，并考入哈佛大学，师从人类学家克萊德·克拉克洪教授学习人类学，并受到社会学家诺曼·包拔、政治学家山缪·比尔的影响，使用社会学研究历史。
1954年，孔飞力在英国伦敦大学东方与非洲学院学习日语与日本史。1955年到1958年，孔飞力毕业后到美国服兵役，在此期间，他在加利福尼亚州的美军语言学校学习中文與漢字。
1958年，孔飞力在乔治城大学攻读研究所，获硕士学位。1959年，孔飞力入哈佛大学，师从费正清和史华慈学习中国历史，并且在1964年获得哈佛大学历史与远东语言的博士学位。

## 评价
哈佛大学教授孔飞力、加州大学伯克利分校教授魏斐德和耶鲁大学教授史景迁一般被称为北美汉学三杰，属于北美汉学谱系中继第一代费正清和第二代列文森、史华慈、芮玛丽之后的第三代。史景迁以叙事和文笔见长，孔飞力以方法和视角见长，而魏斐德以选题和史料见长。

## 著作
- 《中华帝国晚期的叛乱及其敌人：1796-1864年的军事化与社会结构》(1970)
- 《叫魂：1768年中国妖术大恐慌》(1990)
- 《華人在他鄉：中華近現代海外移民史》（2009）
- 《中国现代国家的起源》（2013）

## 履历
| 时间      | 地点                       | 职务         |
| --------- | -------------------------- | ------------ |
| 1954      | 哈佛大学                   | 学士         |
| 1958—1962 | 福特基金外国研究           | 研究员       |
| 1959      | 乔治城大学                 | 硕士         |
| 1964      | 哈佛大学                   | 博士         |
| 1965—1966 | 富布赖特，日本京都大学     | 研究员、教授 |
| 1970—1971 | ACLS中国文明               | 研究员       |
| 1971—1974 | 芝加哥大学远东研究中心     | 主任         |
| 1971—1976 | 当代中国联合委员会         | 委员         |
| 1975—1977 | 芝加哥大学远东语言文明系   | 主任         |
| 1975—1978 | 美国历史评论编辑委员会     | 委员         |
| 1977      | 美国艺术与科学院           | 研究员       |
| 1978      | 哈佛大学历史系             | 教授         |
| 1980—1986 | 哈佛大学费正清东亚研究中心 | 主任         |
| 1984      | 美中学术交流委员会         | 研究员       |
| 1986      | 香港大学与科技拨款委员会   | 委员         |
| 1986—1987 | 美中学术交流委员会         | 委员         |